# Vạn Ninh, Gia Bình
Vạn Ninh là một xã thuộc huyện Gia Bình, tỉnh Bắc Ninh, Việt Nam.

## Địa lý
Xã Vạn Ninh nằm bên dòng sông Đuống đã đi vào thi ca cổ và hiện đại. Đây là dòng sông nối sông Hồng và sông Thái Bình có tác dụng thông thương và điều tiết lũ giữa hai hệ thống sông. Đây cũng là con sông có vị trí chiến lược về quân sự và kinh tế.
Xã có vị trí địa lý:
- Phía bắc giáp xã Châu Phong và xã Đức Long, đều thuộc thị xã Quế Võ
- Phía tây giáp xã Thái Bảo
- Phía nam giáp xã Bình Dương
- Phía đông giáp xã Cao Đức.

Xã Vạn Ninh có diện tích 8,28 km², dân số năm 1999 là 7765 người, mật độ dân số đạt 938 người/km².

## Hành chính
Xã Vạn Ninh gồm các thôn: Thọ Ninh, Tiểu Than, Cao Thọ, Xuân Dương, Chính Thượng Sở.
Trung tâm là thôn Thọ Ninh.

## Giao thông
Các tuyến, hệ thống giao thông quan trọng đi qua xã Vạn Ninh:
- Quốc lộ 17 (tỉnh lộ 282): đi Xuân Lâm, Dâu, Khám, Đông Côi, Bưởi, Đông Bình, Ngụ, Bùng, cầu Bình Than...
- Đường sông: xã nằm bên bờ hữu ngạn sông Đuống
- Hệ thống xe buýt: BN08, BN86.

## Văn hóa

### Di tích
Địa bàn xã Vạn Ninh có nhiều di tích lịch sử cấp quốc gia và cấp tỉnh như:
- Đình Tiểu Than và lăng mộ tướng Cao Lỗ theo truyền thuyết là người chế tạo ra nỏ thần Liên Châu và xây dựng hoàn thành được công trình thành Cổ Loa
- Các ngôi đình Thọ Ninh, chùa Khánh Linh của thôn Thọ Ninh
- Đình và chùa các thôn: Cao Thọ, Xuân Dương, Sở

### Lễ hội
Một số lễ hội trong xã như:
- Lễ hội Cao Lỗ vương diễn ra vào ngày mùng 10 tháng Ba âm lịch hàng năm.
- Lễ hội thôn Thọ Ninh, Chính Thượng diễn ra vào ngày 12 tháng Mười âm lịch hàng năm.

### Nghệ thuật
Ngoài ra trên địa bàn xã, tại thôn Tiểu Than đang phục hồi lại môn nghệ thuật hát Ca trù cổ đã bị mai mốt, thất truyền từ lâu.

## Kinh tế
Vạn Ninh là một xã thuần nông, nhóm dịch vụ, thương mại, công nghiệp, tiểu thủ công nghiệp chưa phát triển. Kinh tế xã phát triển mạnh về nông nghiệp đặc biệt là vùng bãi sông Đuống với ngành nghề canh tác trồng cây cà rốt, bí đao, dưa lê, dưa hấu... đem lại hiệu quả kinh tế cao hơn diện tích cấy lúa trong đê. Chăn nuôi lợn, gia cầm cũng được các hộ chú trọng ở tất cả các thôn. Lao động trẻ tuổi đi đến những thành phố lớn, những nơi có khu cụm công nghiệp hay làm xây dựng.